# Exército do Potomac

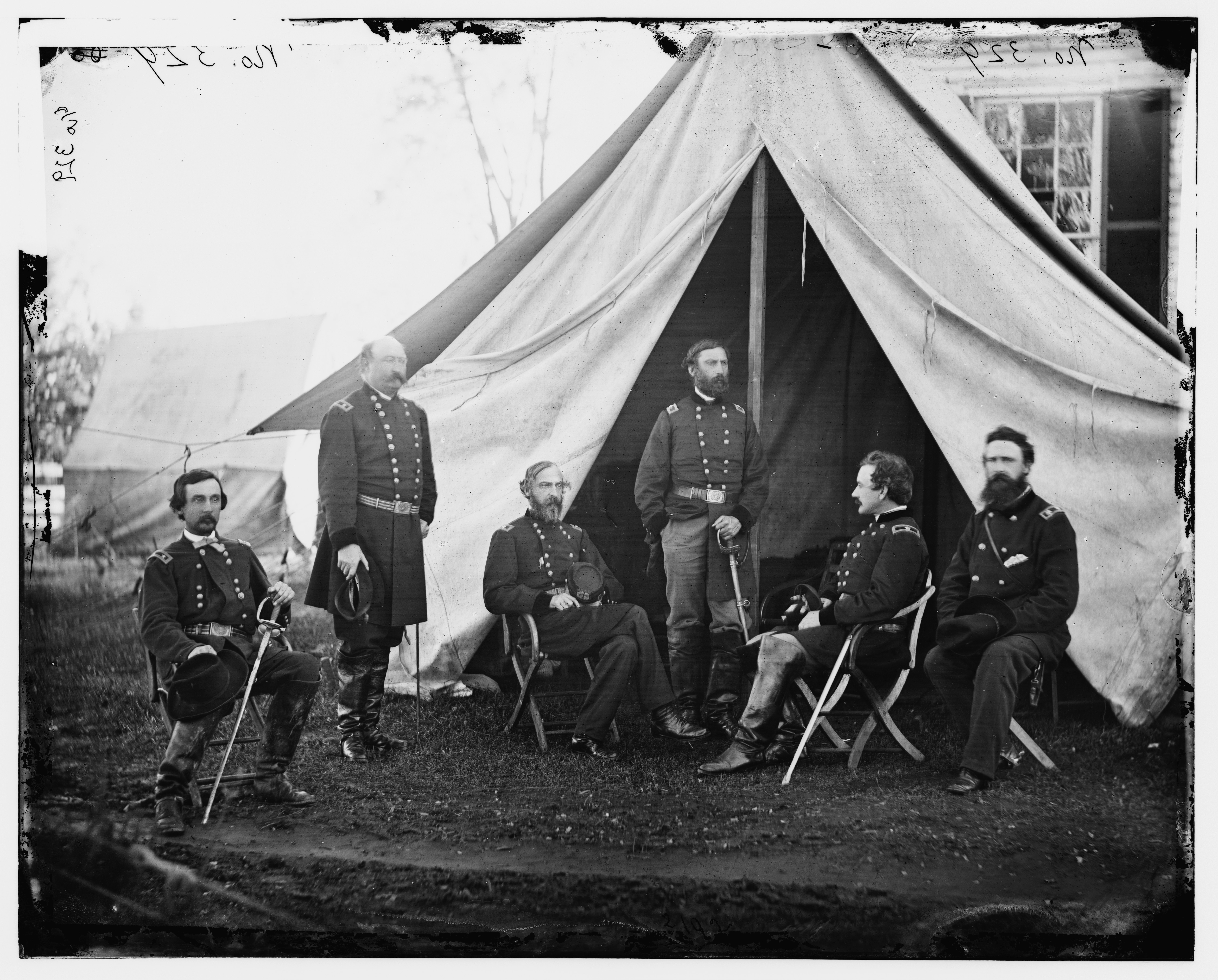
Comandantes do Exército de Potomac, em Culpeper, Virginia, 1863. Da esquerda: Gouverneur K. Warren, William H. French, George G. Meade, Henry J. Hunt, Andrew A. Humphreys, George Sykes

O Exército de Potomac foi a principal força militar empregada pela União durante a Guerra da Secessão no teatro de operações leste.  Foi o mais numeroso dos exércitos que tomaram parte daquele conflito. Seu principal oponente foi o Exército da Virgínia do Norte, comandado por Robert E. Lee. Seus combates ocorreram principalmente na Virginia oriental, na Pensilvânia e em Maryland.

## História
O Exército de Potomac foi formado em 1861, inicialmente como parte do Exército do Nordeste da Virgínia, sob General Irwin McDowell.  Após o catastrófico resultado da Primeira Batalha de Bull Run (ou Primeira Batalha de Manassas), o comando das forças da União no Leste passou para o Major-general George B. McClellan.  McClellan curou as feridas da derrota e  transformou o Exército de Potomac numa força numerosa, bem equipada, treinada e motivada para o combate. Embora exercesse grande influência sobre suas subordinados em extraordinária liderança, sua temeridade e relutância em seguir as ordens vindas de Washington, voltadas para atacar a tropa inimiga e não terreno, impediram a União de conquistar importantes vitórias neste teatro de operações. Tais conquistas poderiam ter reduzido o período de guerra.
Ao longo da guerra, devido a deficiências de suas lideranças, o Exército sofreu uma série de contundentes derrotas para o numericamente mais fraco e precariamente equipado Exército da Virgínia do Norte. A mentalidade de defensiva e aversão ao risco prevalecia nos demais comandantes do Exército de Potomac que substituíram McClellan. A situação muda em 1864. Com o agressivo Ulysses Grant no posto do Comandante-em-chefe, e sob comando direto de George Meade, o Exército empreende a  estrategicamente vitoriosa Campanha Overland, cuja consequência última é a rendição das forças de Lee em 1865.

## Cronologia
15 de Agosto de 1861
O General George McClellan assume o comando do Exército do Potomac.
17 de Março a 1 de Julho de 1862
Primeira grande empreitada do exército do Potomac – a Campanha da Península. McClellan transportou  as suas tropas até Fort Monroe, com intenção de atacar a capital confederada Richmond, marchando pela Península da Virgínia. Taticamente, o exército desempenhou-se bem.  Chegou a poucas milhas de Richmond e obteve importantes vitórias, como a de Batalha de Malvern Hill. Mas McClellan, acreditando infundadamente  estar em franca inferioridade numérica, tratou as vitórias como derrotas, retirando se paulatinamente até conseguir reembarcar suas tropas em navios, de volta para o norte.
11 de Março de 1862
Devido à hesitação em assumir uma postura ofensiva, o Presidente Lincoln exonera McClellan do comando das forças armadas. Ele conserva o comando do Exército do Potomac.
2 de Setembro de 1862
O Exército da Virgínia, sob o comando do General John Pope, sofre uma contundente derrota para os confederados na Segunda Batalha de Bull Run (Segunda Batalha de Manassas). Pope é exonerado, e o General Ambrose Burnside assume o comando conjunto dos  Exércitos da Virgínia e do Potomac, esse último ainda sob George McClellan.
17 de Setembro de 1862
O dia mais sangrento da história dos Estados Unidos da América – a Batalha de Antietam (Batalha de Sharpsburg). O Exército de Potomac, sob McClellan, derrota o Exército da Virgínia do Norte de Lee, mas a recusa do McClellan em comprometer as reservas priva a União da destruição completa das forças inimigas.  Baixas da União atingem 12,4 mil homens. As confederadas chegam a 10,4 mil. No total, mais de 3,6 mil homens perdem a vida.
A vitória dá oportunidade a Lincoln de proclamar a Carta da Emancipação.
7 de Novembro de 1862
George B. McClellan é substituído do comando do exército de Potomac por Ambrose Burnside.
13 de Dezembro de 1862
Batalha de Fredericksburg – A tentativa de Burnside de atacar frontalmente as fortes posições defensivas de Lee acaba em uma desastrosa derrota.
25 de janeiro de 1863
Lincoln exonera Burnside. Joseph Hooker assume o comando.
1 de Maio a 4 de Maio de 1863
Batalha de Chancellorsville – Hooker é surpreendido pelo ataque de um destacamento confederado sob Stonewall Jackson, resultando em mais uma derrota do Exército do Potomac.
28 de Junho de 1863
Joe Hooker é substituído por George Meade.
1 de Julho a 3 de Julho de 1863
Batalha de Gettysburg – a maior batalha da história do país. Após um moderado progresso nos dois dias iniciais da batalha, Lee lança um desastroso ataque às inexpugnáveis posições do Exército de Potomac (“Picket’s Charge”).  O resultado é uma decisiva vitória da União, ganha a custo de um número de vítimas maior do que o ocorrido em qualquer outra batalha da qual os EUA tomaram parte.
Outubro e Novembro, 1863
Campanha de Bristoe – uma série de combates taticamente inconclusivos. Primeiro Meade e depois Lee manobram para derrotar o adversário,  sem sucesso.  Finalmente Exército de Potomac esmaga a cabeça de ponte confederada em Rappahannock Station, forçando o Exército da Virgínia do Norte para além do rio Rapidan.
27 de Novembro a 2 de Dezembro,  1863
Batalha de Mine Run – Meade tenta aproveitar o momento em que as forças confederadas se encontram separadas em dois grupos para lançar ofensiva.  O congestionamento de tropas nas estradas atrasa o ataque, tirando a surpresa tática.  Meade desiste de assaltar as fortes posições. defensivas dos confederados.
12 de Março de 1864
O Tenente-general Ulysses Grant assume o posto de Comandante-em-chefe dos exércitos da União, e estabelece que o seu quartel geral será junto ao Exército do Potomac. George Meade retém o comando do Exército do Potomac, trabalhando próximo ao Grant.  A instrução de Grant a Meade é seguir o exército de Lee para onde ele for. O alvo deixou de ser Richmond e passou a ser o próprio Exército da Virgínia do Norte.
4 de Maio a 24 de Junho de 1864
Campanha Overland (Campanha de Wilderness) – Numa ofensiva sangrenta e repleta de reveses táticos, o Exército de Potomac consegue uma dramática vitória estratégica: em 8 semanas Lee é empurrado rumo à Richmond e finalmente confinado em Petersburg.  A campanha compreende algumas das mais importantes batalhas da guerra, notavelmente as de Wildreness, Spotsylvania Court House e Cold Harbor.
9 de Junho de 1864 a 25 de Março de 1865
Cerco de Petersburg – Após nove meses de guerra de trincheiras, um prenúncio ao que seria a I Guerra Mundial, o Exército da Virginia do Norte abandona a cidade de Petresburg, um entroncamento viário de suma importância. Com a queda de Petersburg, a capital confederada Richmond é evacuada, pois a sua defesa torna-se logisticamente inviável.
29 de Março a 9 de Abril de 1865
Campanha de Appomattox – Os exaustos e mal abastecidos homens de Lee lutam uma série de batalhas desesperadas, tentando escapar do cerco.  Em 9 de Abril, o Exército do Potomac recebe a rendição do Exercita da Virgínia do Norte, e do seu lendário comandante Robert E. Lee.  Antes do fim de Junho, os demais exércitos confederados também entregam as armas.  A União é restabelecida e a escravidão proibida em todo o território dos EUA.
23 de Maio e 24 de Maio, 1865
O Grande Desfile dos Exércitos – em dois dias de parada,  a população de Washington, D.C. saúda as forças armadas vencedoras, incluindo o Exército de Potomac. Poucas semanas depois, o Exército é desmobilizado.